# وایتمارک
وایتمارک (به انگلیسی: Whitemark) یک شهرک در استرالیا است که در تاسمانی واقع شده‌است.